# Jean-Pierre Nicolas

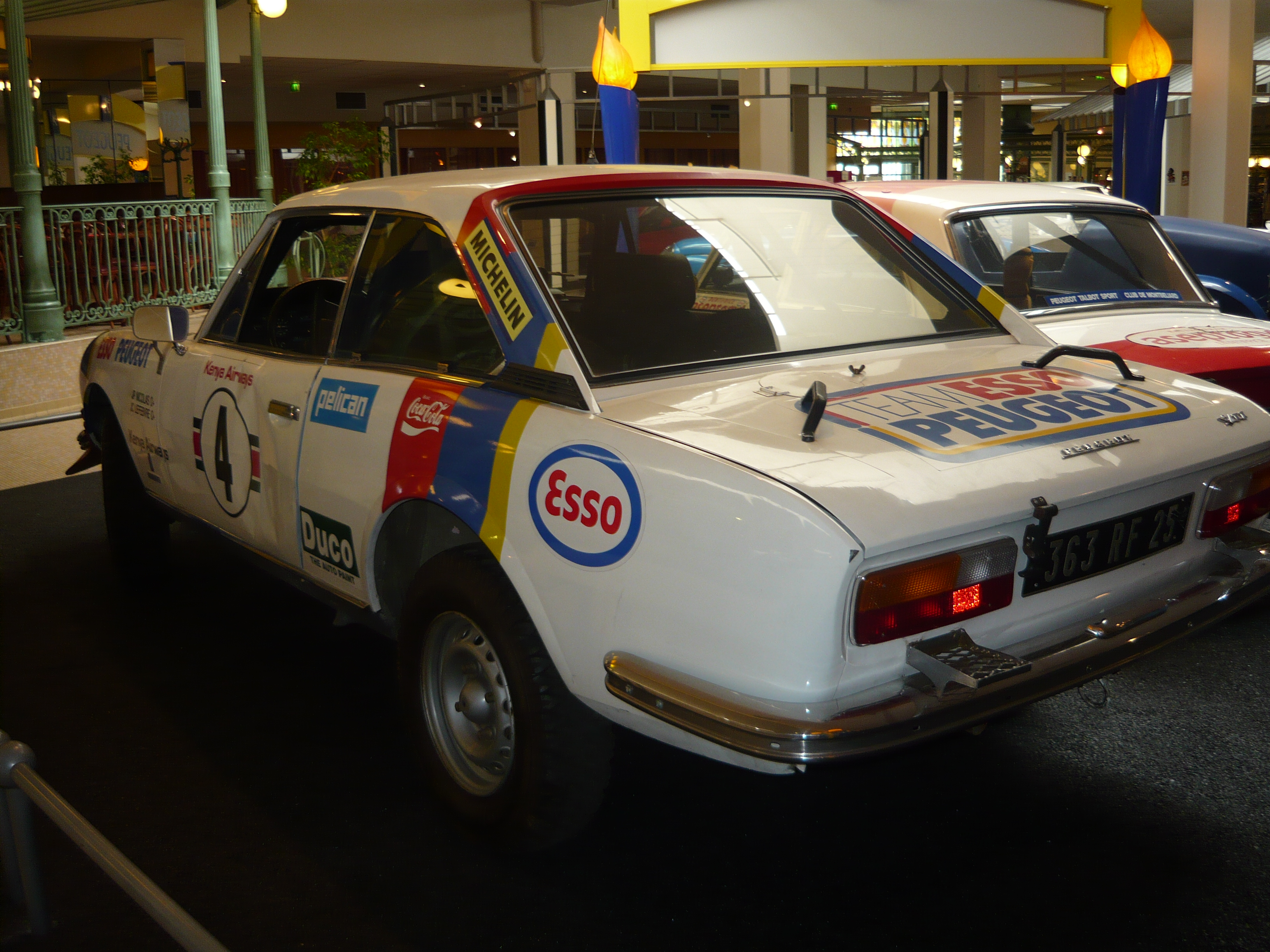
La Peugeot 504 V6 Coupé con la quale Nicolas si aggiudicò il Safari Rally nel 1978

Jean Pierre Nicolas (Marsiglia, 22 gennaio 1945) è un ex pilota di rally francese, vincitore in carriera di cinque prove del campionato del mondo rally.

## Biografia
Ha partecipato al campionato del mondo rally dal 1973 al 1984, laureandosi vicecampione del mondo nel 1978, in quella che era ancora la Coppa FIA piloti e che solo dall'anno successivo sarebbe diventata il campionato del mondo piloti.
È stato il direttore Sportivo della Peugeot Sport, nel periodo dei trionfi della Peugeot 206 WRC, quindi è diventato Motorsport Development Manager dell'Intercontinental Rally Challenge per conto della FIA .

## Palmarès
1978
- in Coppa FIA piloti con Porsche 911 Carrera 3.0, Peugeot 504 V6 Coupé, Ford Escort RS1800, Citroën CX 2400 e Opel Kadett GT/E

### Vittorie nel mondiale rally
| Anno | Rally                            | Navigatore           | Vettura                  |
| ---- | -------------------------------- | -------------------- | ------------------------ |
| 1973 | Tour de Corse                    | Michel Vial          | Alpine-Renault A110 1800 |
| 1976 | Rally internazionale del Marocco | Michel Gamet         | Peugeot 504 TI           |
| 1978 | Rally di Monte Carlo             | Vincent Laverne      | Porsche 911 Carrera 3.0  |
| 1978 | Safari Rally                     | Jean-Claude Lefèbvre | Peugeot 504 V6 Coupé     |
| 1978 | Rally della Costa d'Avorio       | Michel Gamet         | Peugeot 504 V6 Coupé     |

## Risultati nel mondiale rally

### ICM
- 1970 - Alpine Renault - Alpine-Renault A110 1300, Alpine-Renault A110 1600 - 3° al Rally di Monte Carlo, ritirato al Rally di Svezia, ritirato al Rally di Sanremo, 6° al Rally dell'Acropoli, ritirato al Rally di Gran Bretagna
- 1971 - Alpine Renault - Alpine-Renault A110 1600, Alpine-Renault A110 1600S, Alpine-Renault A110 - 29° al Rally di Monte Carlo, 6° al Rally di Sanremo, ritirato al Rally internazionale del Marocco, 2° al Rally dell'Acropoli, ritirato al Coupe des Alpes
- 1972 - Alpine Renault - Alpine-Renault A110 1600, Alpine-Renault A110 1600S - 33° al Rally di Monte Carlo, ritirato al Rally internazionale del Marocco

### WRC
| 1973 | Scuderia                              | Vettura                                     |   |    |   |  |   |   |  |  |   |   |  |   |   |  |  |  | Punti | Pos. |
| ---- | ------------------------------------- | ------------------------------------------- | - | -- | - |  | - | - |  |  | - | - |  | - | - |  |  |  | ----- | ---- |
| 1973 | Alpine Renault Société Alpine Renault | Alpine-Renault A110 1800 Renault 12 Gordini | 3 | 14 | 2 |  | 5 | 3 |  |  | 5 | 3 |  | 5 | 1 |  |  |  |       |      |

| 1974 | Scuderia       | Vettura                                     |  |     |  |  |  |   |  |   |  |  |  |  |  |  |  |  | Punti | Pos. |
| ---- | -------------- | ------------------------------------------- |  | --- |  |  |  | - |  | - |  |  |  |  |  |  |  |  | ----- | ---- |
| 1974 | Alpine Renault | Renault 17 Gordini Alpine-Renault A110 1800 |  | Rit |  |  |  | 3 |  | 2 |  |  |  |  |  |  |  |  |       |      |

| 1975 | Scuderia       | Vettura                  |     |  |  |  |  |  |  |     |   |  |  |  |  |  |  |  | Punti | Pos. |
| ---- | -------------- | ------------------------ | --- |  |  |  |  |  |  | --- | - |  |  |  |  |  |  |  | ----- | ---- |
| 1975 | Alpine Renault | Alpine-Renault A110 1800 | Rit |  |  |  |  |  |  | Rit | 2 |  |  |  |  |  |  |  |       |      |

| 1976 | Scuderia                                   | Vettura                                                             |     |  |  |   |  |   |  |     |     |  |  |  |  |  |  |  | Punti | Pos. |
| ---- | ------------------------------------------ | ------------------------------------------------------------------- | --- |  |  | - |  | - |  | --- | --- |  |  |  |  |  |  |  | ----- | ---- |
| 1976 | Automobiles Peugeot Opel Euro Händler Team | Alpine-Renault A310 Peugeot 504 Peugeot 504 Ti Opel Kadett GT/E 16V | Rit |  |  | 9 |  | 1 |  | Rit | Rit |  |  |  |  |  |  |  |       |      |

| 1977 | Scuderia                                                       | Vettura                                                                         |     |  |  |     |  |  |  |  |  |     |     |  |  |  |  |  | Punti | Pos. |
| ---- | -------------------------------------------------------------- | ------------------------------------------------------------------------------- | --- |  |  | --- |  |  |  |  |  | --- | --- |  |  |  |  |  | ----- | ---- |
| 1977 | Opel Euro Händler Team Marshalls (EA) Ltd. Ford Motor Co. Ltd. | Opel Kadett GT/E Peugeot 504 Coupé V6 Ford Escort RS 1800 MKII Renault 5 Alpine | Rit |  |  | Rit |  |  |  |  |  | Rit | Rit |  |  |  |  |  |       |      |

| 1978 | Scuderia | Vettura |   |  |   |   |     |  |  |  |   |   |    |  |  |  |  |  | Punti | Pos. |
| ---- | --- | --- | - |  | - | - | --- |  |  |  | - | - | -- |  |  |  |  |  | ----- | ---- |
| 1978 | Publimmo Racing Marshalls (EA) Ltd. Citroën Compétitions Peugeot Esso Opel Euro Händler Team PCA / Total Oil | Porsche 911 Carrera RS 3.0 Peugeot 504 Coupé V6 Ford Escort RS 1800 MKII Citroën CX 2400 GTI Opel Kadett GT/E | 1 |  | 1 | 3 | Rit |  |  |  | 1 | 7 | 11 |  |  |  |  |  |       |      |

| 1979 | Scuderia                                              | Vettura                                                                |   |  |  |     |  |  |  |  |     |     |  |     |  |  |  |  | Punti | Pos. |
| ---- | ----------------------------------------------------- | ---------------------------------------------------------------------- | - |  |  | --- |  |  |  |  | --- | --- |  | --- |  |  |  |  | ----- | ---- |
| 1979 | Marshalls (EA) Ltd. Talbot France Talbot Peugeot Esso | Porsche 911 Carrera RS 3.0 Peugeot 504 Coupé V6 Chrysler Sunbeam Lotus | 6 |  |  | Rit |  |  |  |  | Rit | Rit |  | Rit |  |  |  |  | 6     | 34º  |

| 1980 | Scuderia               | Vettura         |  |  |  |   |  |  |  |  |  |  |  |  |  |  |  |  | Punti | Pos. |
| ---- | ---------------------- | --------------- |  |  |  | - |  |  |  |  |  |  |  |  |  |  |  |  | ----- | ---- |
| 1980 | Opel Euro Händler Team | Opel Ascona 400 |  |  |  | 5 |  |  |  |  |  |  |  |  |  |  |  |  | 8     | 33º  |

| 1984 | Scuderia             | Vettura              |  |  |  |  |   |     |  |  |  |   |  |  |  |  |  |  | Punti | Pos. |
| ---- | -------------------- | -------------------- |  |  |  |  | - | --- |  |  |  | - |  |  |  |  |  |  | ----- | ---- |
| 1984 | Peugeot Talbot Sport | Peugeot 205 Turbo 16 |  |  |  |  | 4 | Rit |  |  |  | 5 |  |  |  |  |  |  | 18    | 14º  |

| Legenda | 1º posto | 2º posto | 3º posto | A punti | Senza punti | Ritirato | Squalificato | NP=Non partito C=Gara cancellata | Apice=Power stage |